# Jetaksari (Pulokulon)
Jetaksari is een bestuurslaag in het regentschap Grobogan van de provincie Midden-Java, Indonesië. Jetaksari telt 5638 inwoners (volkstelling 2010).